# Illingen (Saar)
Illingen település Németországban, azon belül Saar-vidék tartományban. Lakosainak száma 15 987 fő (2023. december 31.).

## Népesség
A település népességének változása:
| Lakosok száma | 18 759 | 16 378 | 16 262 | 15 982 | 15 998 | 15 987 |
|               | 1975   | 2017   | 2019   | 2021   | 2022   | 2023   |